# Peter Hartmann (Staatssekretär)
Peter Hartmann (* 9. Oktober 1935 in Aachen; † 23. Juli 2023 in Berlin) war ein deutscher Diplomat. Er war von 1995 bis 1998 bis Staatssekretär im Auswärtigen Amt.

## Leben
Nach dem Abitur in Aachen studierte er zwischen 1955 und 1964 Philosophie, Geschichte und Politische Wissenschaften an der Goethe-Universität Frankfurt, der Rheinischen Friedrich-Wilhelms-Universität Bonn, der Universität zu Köln sowie der Universität Freiburg in der Schweiz. Darüber hinaus schloss er ein Studium der Philosophie an der Päpstlichen Universität Gregoriana 1958 mit einem Lizenziat ab. 1965 erfolgte seine Promotion zum Doktor der Philosophie an der Universität Freiburg.
Im Anschluss trat er 1965 in den Diplomatischen Dienst und befand sich bis 1968 im Vorbereitungsdienst, in dessen Rahmen er auch an der Botschaft Washington/USA ausgebildet wurde. Nach der Laufbahnprüfung fand er seine erste Auslandsverwendung am Generalkonsulat in Karatschi/Pakistan und dann 1971 bei der Ständigen Vertretung bei den Europäischen Gemeinschaften in Brüssel. Nach einer Verwendung im Auswärtigen Amt in Bonn von 1974 bis 1981 wurde er an die Botschaft Buenos Aires/Argentinien versetzt.
Später war er Stellvertretender Leiter der Abteilung 2 im Bundeskanzleramt und damit Vertreter von Horst Teltschik. In dieser Funktion nahm er 1989 neben Bundesaußenminister Hans-Dietrich Genscher sowie dem Außenminister der DDR Markus Meckel an einer Konferenz über die Deutsche Wiedervereinigung in London teil. Von 1991 bis 1993 war er als Nachfolger von Horst Teltschik außenpolitischer Berater von Bundeskanzler Helmut Kohl. Auf ihn folgte Joachim Bitterlich. 1993 wurde er als Nachfolger von Hermann Freiherr von Richthofen schließlich selbst Botschafter im Vereinigten Königreich.
Im Anschluss wurde Hartmann, der Mitglied der CDU war, von 1995 bis 1998 Staatssekretär im Auswärtigen Amt. In seine Amtszeit fiel die Notwendigkeit umfangreicher Sparmaßnahmen, die 1997 auch zur Schließung der Botschaften in Somalia, Tschad und Liberia sowie der Generalkonsulate in Antwerpen, Göteborg und Manchester führte.
Nach dem Ende der Amtszeit von Bundeskanzler Helmut Kohl 1998 wurde er als Nachfolger von Immo Stabreit zum Botschafter in Frankreich ernannt und behielt dieses Amt bis zu seinem Eintritt in den Ruhestand 2000.